# 15576 Munday
15576 Munday è un asteroide della fascia principale. Scoperto nel 2000, presenta un'orbita caratterizzata da un semiasse maggiore pari a 2,9194613 UA e da un'eccentricità di 0,0688690, inclinata di 1,92523° rispetto all'eclittica.